# Шэньянский технологический университет
Шэньянский технологический университет (кит. 沈阳工业大学) — университет в Шэньяне, провинция Ляонин, КНР. Находится в ведении провинциальных властей. Шэньянский технологический университет (ШТУ) является одним из ведущих высших учебных заведений провинции Ляонин. ШТУ — многопрофильный университет, где наряду с техническими специальностями изучаются естественные, экономические, управленческие, гуманитарные и юридические науки. ШТУ располагает двумя университетскими городками, его администрация находится в шэньянском районе Теси.
ШТУ был создан в 1949 году и в настоящее время насчитывает более 35 тысяч студентов и 3 тысячи сотрудников, имеет в своей структуре 19 институтов, в которых ведется подготовка бакалавров, магистров и докторов по 55 специальностям.